# Georgios Masouras
Georgios Masouras (griechisch Γεώργιος Μασούρας; * 1. Januar 1994 in Kechrinia), Vornamensschreibweise auch Γιώργος (Giorgos), ist ein griechischer Fußballspieler. Der Stürmer steht als Leihspieler von Olympiakos Piräus beim VfL Bochum unter Vertrag und ist griechischer Nationalspieler.

## Karriere

### Vereine
Masouras begann seine Profikarriere im Jahr 2012 beim Athener Fußball-Club Ilisiakos und wechselte zwei Jahre später zu Panionios ins nahe Nea Smyrni. Zum Ende der Saison 2015/16 einigte er sich mit Panionios auf eine Vertragsverlängerung bis zum Sommer 2019. Am 3. Januar 2019 ging er zu Olympiakos Piräus und erzielte dort sein erstes Tor beim 4:0-Heimsieg gegen den AE Larisa.
Am 31. Januar 2025 wechselte er auf Leihbasis für den Rest der laufenden Saison zum VfL Bochum. Sein erstes Spiel für den neuen Verein bestritt er am 9. Februar 2025 im Spiel des VfL bei Holstein Kiel (2:2). Im Heimdebüt am 15. Februar 2025 im Ruhrstadion feierte er einen perfekten Einstand und sorgte mit seinem „Doppelschlag“ (33′ und 35′) für den 2:0-Sieg des VfL gegen Borussia Dortmund.

### Nationalmannschaft
Der griechische Nationaltrainer Angelos Anastasiadis berief ihn am 9. November 2018 in den Kader der Nationalmannschaft für die Spiele gegen Finnland und Estland in der UEFA Nations League. Sein Debüt in der Nationalmannschaft gab er beim Heimspiel gegen Estland (0:1) am 18. November 2018. Im Freundschaftsspiel gegen Deutschland am 7. Juni 2024 erzielte er den griechischen Führungstreffer (0:1). Das Spiel endete 2:1 für Deutschland.

## Erfolge

### Verein
- Griechischer Meister: 2020, 2021 und 2022 mit Olympiakos Piräus
- Griechischer Pokalsieger: 2020 mit Olympiakos Piräus
- Sieger der UEFA Conference League: 2024 mit Olympiakos Piräus

### Persönlich
- Fußballer des Jahres in Griechenland: 2021, 2022